# Mușenița
Mușenița là một xã thuộc hạt Suceava, România. Dân số thời điểm năm 2002 là 2245 người.